# ديف براون (لاعب هوكي جليد)
ديف براون هو لاعب هوكي جليد كندي، ولد في 12 أكتوبر 1962 في ساسكاتون في كندا.

## وصلات خارجية
- ديف براون على موقع دوري الهوكي الوطني (الإنجليزية)
- ديف براون على موقع قاعة مشاهير الهوكي (لاعب أن.إتش.أل) (الإنجليزية)
- ديف براون على موقع EliteProspects.com (الإنجليزية)
- ديف براون على موقع HockeyDB.com (الإنجليزية)
- ديف براون على موقع Hockey-Reference.com (الإنجليزية)